# جاكوب إجيريس
يعقوب إيجريس بيدرسن (بالإنجليزية: Jacob Egeris Pedersen)‏ هو لاعب كرة قدم دنماركي. ولد في 19 مايو 1990 في الدنمارك. يلعب كمدافع عن نادي نيكوبينغ.